# Restrepia contorta
Restrepia contorta (Ruiz & Pav.) Luer (1996) es una especie de orquídeas de la familia de las Orchidaceae.
El género es llamado así derivando del latín y significa retorcido.

## Hábitat
Se encuentra en Venezuela, Colombia, Perú y Ecuador a altitudes de 1300 - 3200 m s. n. m.

## Descripción
Es una planta de pequeño tamaño que prefiere clima fresco a cálido, es epífita  con ramicauls erecto, envuelto en cinco vainas basales secas, llevando una sola hoja apical, elíptica, tridentada hoja que florece en la primavera en un terminal, nervioso, recio, seco de 2,5 cm de largo, surgiendo sucesivamente una única flor de un cm de largo que tiene la inflorescencia enfundada en brácteas florales.

## Nombre común
- Español: Restrepia girada.

## Sinonimia
- Humboldtia contorta Ruiz & Pav. (1798) (Basionymum)
- Stelis contorta (Ruiz & Pav.) Pers. (1807)
- Restrepia maculata Lindl. (1846)
- Restrepia punctulata Lindl. (1859)
- Restrepia antennifera Lindl. (1859)
- Restrepia pardina Lem. (1869)
- Restrepia ecuadorensis Rolfe (1892)
- Restrepia caucana Schltr. (1920)
- Pleurothallis fimbrilabia C. Schweinf. (1953)
- Restrepia apiculata Luer (1982)
- Restrepia maculata ssp. ecuadoriensis (Rolfe) H. Mohr (1996)[2]
- Humboltia contorta Ruiz & Pav. 1798;
- Pleurothallis maculata subsp. ecuadoriensis [Schlechter]H. Mohr 1996;[3]